# Enrico di Sassonia-Weissenfels-Barby
Enrico di Sassonia-Weißenfels-Barby (Halle, 29 settembre 1657 – Barby, 16 febbraio 1728) fu principe di Sassonia-Weissenfels e conte di Barby.

## Biografia
Enrico di Sassonia-Weissenfels era figlio del duca Augusto di Sassonia-Weissenfels e della sua prima moglie, Anna Maria di Meclemburgo-Schwerin.
In quanto figlio quartogenito, egli non aveva praticamente possibilità di succedere al trono del padre, che all'epoca della sua nascita era anche amministratore della diocesi di Magdeburgo.
Nel 1674 venne nominato prevosto di Magdeburgo, dopo la morte del fratello maggiore Augusto, che precedentemente ricopriva questo incarico.

### Conte di Barby
Alla morte del padre Augusto, nel 1680, Enrico divenne decano della cattedrale di Magdeburgo ed ereditò la contea di Barby, di cui era stato gran feudatario già il nonno, l'elettore Giovanni Giorgio I di Sassonia. Quando nel 1659 Augusto Luigi di Barby-Mühlingen, ultimo conte di Barby-Mühlingen, morì senza eredi, gran parte dei suoi territori, secondo quanto stabilito dal testamento di Giovanni Giorgio I, che ne aveva il patronato, passarono a suo figlio Augusto e quindi al nipote Enrico. Con Enrico iniziò dunque formalmente il ramo dei Sassonia-Weissenfels-Barby che si perpetuò come linea collaterale di grado comitale.
Enrico mantenne tuttavia le pretese sul Ducato di Sassonia-Weissenfels, che contendeva ai suoi fratelli), e diede al suo stato il nome di "Ducato di Sassonia-Weissenfels-Barby, ponendosi in dipendenza diretta dall'elettorato di Sassonia.
Il governo di Enrico su Barby ebbe importanza culturale e religiosa per la città e la regione. Alla sua corte furono presenti i cornisti Wenzel Franz Seydler e Hans Leopold, furono presenti alla corte di Barby. L'educazionista e lessicografo Johann Theodor Jablonski fu consigliere del duca dal 1689 al 1700.
Enrico si occupò attivamente di opere caritatevoli, come la costruzione della Prediger-Witwen-Haus, una casa di preghiera ed assistenza per vedove, e di una nuova scuola.
Partecipò alla guerra austro-turca, distinguendosi particolarmente nell'assedio di Ofen (1684/1686) dove prese parte agli scontri insieme al fratello Cristiano.
Dal 1687 egli iniziò la costruzione del Castello di Barby che adibì a propria nuova residenza. Furono incaricati dell'opera prima Christoph Pitzler e dal 1707 Giovanni Simonetti, che prese la direzione dei lavori basandosi su un progetto stilato da Johann Arnold Nering. La costruzione venne terminata nel 1715. Durante il periodo di costruzione Enrico e sua moglie vissero nella casa del suocero, Giovanni Giorgio II di Anhalt-Dessau, ed assieme al cognato Leopoldo a Dessau.
Grande importanza per l'epoca nel 1688 la sua defezione dalla Chiesa luterana e la sua adesione alla chiesa riformata di Dessau, che rese religione di Stato, instaurando istituzioni che sopravvissero sino al 1833.
Enrico, inoltre, venne accettato dal padre nella Società dei Carpofori.
Egli morì a Barby all'età di settant'anni e venne sepolto nella nuova cappella di famiglia da lui fatta costruire. Gli succedette l'unico figlio sopravvissuto, Giorgio Alberto.

## Matrimonio e figli
A Dessau, il 30 marzo 1686, Enrico sposò Elisabetta Albertina di Anhalt-Dessau, formalmente badessa di Herford, ed i due avevano già diversi legami di parentela. La coppia ebbe otto figli:
1. Giovanni Augusto (Dessau, 28 luglio 1687 - Dessau, 22 gennaio 1688).
2. Giovanni Augusto (Dessau, 24 luglio 1689 - Dessau, 21 ottobre 1689).
3. Due figli gemelli nati morti (Dessau, 1690).
4. Federico Enrico (Dessau, 2 luglio 1692 - Le Hague, 21 novembre 1711).
5. Giorgio Alberto, conte di Barby, (Dessau, 19 aprile 1695 - Barby, 12 giugno 1739).
6. Enrichetta Maria (Dessau, 1º marzo 1697 - Weissenfels, 10 agosto 1719).
7. Una figlia nata morta (Dessau, 5 ottobre 1706).

## Ascendenza
|                                           |                                      |                                            | Genitori                          |  |  | Nonni |  |  | Bisnonni                |  |  | Trisnonni             |  |
|                                           |                                      |                                            |                                   |  |  |       |  |  | Cristiano I di Sassonia |  |  | Augusto I di Sassonia |  |
|                                           |                                      |                                            |                                   |  |  |       |  |  | Cristiano I di Sassonia |  |  | Augusto I di Sassonia |  |
|                                           |                                      | Anna di Danimarca                          |                                   |  |  |       |  |  | Cristiano I di Sassonia |  |  |                       |  |
| Giovanni Giorgio I di Sassonia            |                                      |                                            |                                   |  |  |       |  |  | Cristiano I di Sassonia |  |  |                       |  |
|                                           |                                      | Sofia di Brandeburgo                       | Giovanni Giorgio di Brandeburgo   |  |  |       |  |  |                         |  |  |                       |  |
|                                           |                                      | Sofia di Brandeburgo                       | Giovanni Giorgio di Brandeburgo   |  |  |       |  |  |                         |  |  |                       |  |
|                                           |                                      | Sofia di Brandeburgo                       | Sabina di Brandeburgo-Ansbach     |  |  |       |  |  |                         |  |  |                       |  |
| Augusto di Sassonia-Weissenfels           |                                      | Sofia di Brandeburgo                       |                                   |  |  |       |  |  |                         |  |  |                       |  |
|                                           |                                      | Alberto Federico di Prussia                | Alberto I di Prussia              |  |  |       |  |  |                         |  |  |                       |  |
|                                           |                                      | Alberto Federico di Prussia                | Alberto I di Prussia              |  |  |       |  |  |                         |  |  |                       |  |
|                                           |                                      | Alberto Federico di Prussia                | Anna Maria di Brunswick-Lüneburg  |  |  |       |  |  |                         |  |  |                       |  |
| Maddalena Sibilla di Hohenzollern         |                                      | Alberto Federico di Prussia                |                                   |  |  |       |  |  |                         |  |  |                       |  |
|                                           |                                      | Maria Eleonora di Jülich-Kleve-Berg        | Guglielmo di Jülich-Kleve-Berg    |  |  |       |  |  |                         |  |  |                       |  |
|                                           |                                      | Maria Eleonora di Jülich-Kleve-Berg        | Guglielmo di Jülich-Kleve-Berg    |  |  |       |  |  |                         |  |  |                       |  |
|                                           |                                      | Maria Eleonora di Jülich-Kleve-Berg        | Maria d'Austria                   |  |  |       |  |  |                         |  |  |                       |  |
| Enrico di Sassonia-Weissenfels-Barby      |                                      | Maria Eleonora di Jülich-Kleve-Berg        |                                   |  |  |       |  |  |                         |  |  |                       |  |
|                                           | Giovanni VII di Meclemburgo-Schwerin | Giovanni Alberto I di Meclemburgo-Schwerin |                                   |  |  |       |  |  |                         |  |  |                       |  |
|                                           | Giovanni VII di Meclemburgo-Schwerin | Giovanni Alberto I di Meclemburgo-Schwerin |                                   |  |  |       |  |  |                         |  |  |                       |  |
|                                           | Giovanni VII di Meclemburgo-Schwerin | Anna Sofia di Prussia                      |                                   |  |  |       |  |  |                         |  |  |                       |  |
| Adolfo Federico I di Meclemburgo-Schwerin | Giovanni VII di Meclemburgo-Schwerin |                                            |                                   |  |  |       |  |  |                         |  |  |                       |  |
|                                           |                                      | Sofia di Holstein-Gottorp                  | Adolfo di Holstein-Gottorp        |  |  |       |  |  |                         |  |  |                       |  |
|                                           |                                      | Sofia di Holstein-Gottorp                  | Adolfo di Holstein-Gottorp        |  |  |       |  |  |                         |  |  |                       |  |
|                                           |                                      | Sofia di Holstein-Gottorp                  | Cristina d'Assia                  |  |  |       |  |  |                         |  |  |                       |  |
| Anna Maria di Mecleburgo-Schwerin         |                                      | Sofia di Holstein-Gottorp                  |                                   |  |  |       |  |  |                         |  |  |                       |  |
|                                           |                                      | Enno III della Frisia orientale            | Edzardo II della Frisia orientale |  |  |       |  |  |                         |  |  |                       |  |
|                                           |                                      | Enno III della Frisia orientale            | Edzardo II della Frisia orientale |  |  |       |  |  |                         |  |  |                       |  |
|                                           |                                      | Enno III della Frisia orientale            | Caterina Vasa                     |  |  |       |  |  |                         |  |  |                       |  |
| Anna Maria della Frisia orientale         |                                      | Enno III della Frisia orientale            |                                   |  |  |       |  |  |                         |  |  |                       |  |
|                                           |                                      | Anna di Holstein-Gottorp                   | Adolfo di Holstein-Gottorp        |  |  |       |  |  |                         |  |  |                       |  |
|                                           |                                      | Anna di Holstein-Gottorp                   | Adolfo di Holstein-Gottorp        |  |  |       |  |  |                         |  |  |                       |  |
|                                           |                                      | Anna di Holstein-Gottorp                   | Cristina d'Assia                  |  |  |       |  |  |                         |  |  |                       |  |
|                                           |                                      | Anna di Holstein-Gottorp                   |                                   |  |  |       |  |  |                         |  |  |                       |  |